# 劉一臨
劉一臨（1560年—1600年），字元兆，號星樓，直隶淮安府山阳县人。明朝政治人物。

## 生平
沈丘知县劉世光子。萬曆四年（1576年）丙子科舉人，十七年（1589年）己丑科進士。授常山县知县，歴调長興縣、信豐縣，皆著异政。为乡试同考，称得人。时父世光为沈丘令，常山与沈丘相望，父子以循吏同被抚按荐剡，一时叹羡。然性高简，不事權貴，故不得竟其志。初，一临生三日，举汤饼会，同里王典来会饮，问儿何名，曰一临。典大惊，诘其故，曰：前一夕梦神告典与刘一臨乡试同榜，今乃生耶！众举酒且贺且謔。一临七岁，即善属文，十六成博士弟子，果與典同登丙子贤书，年四十卒于官。

## 家族
曾祖劉珤。祖父劉儒。父劉世光，沈丘知縣。